# Ейнштейн і релігія

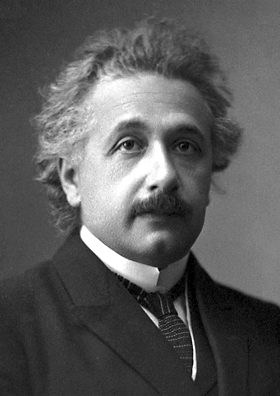
Альберт Ейнштейн (1921)

Релігійні погляди Альберта Ейнштейна широко вивчені. Проте донині не вщухають суперечки і ходять міфи про його переконання, погляди і ставлення до релігії. Ейнштейн говорив, що вірить в «пантеїстичного» бога Бенедикта Спінози, але не в персоніфікованого Бога — таку віру він піддавав критиці. Він також називав себе агностиком, але відхрещувався від ярлика «атеїст», надаючи перевагу «смиренності, відповідній слабкості нашого розуміння природи розумом і нашого власного буття».

## Раннє дитинство
Ейнштейна виховали нерелігійні батьки-євреї. В Автобіографічних нотатках Ейнштейн писав, що поступово втрачав віру в ранньому дитинстві:
… Я — хоча я був дитиною нерелігійних батьків — був глибоко релігійним до 12 років, коли моїй вірі настав різкий кінець. Незабаром, завдяки читанню науково-популярних книг, я став переконуватися, що багато в біблійних історіях не може бути правдою. Наслідком цього було прямо-таки фанатичне вільнодумство, поєднане з враженням, ніби держава обманює молодь; це був нищівний висновок. Такі переживання породили недовіру до всякого роду авторитетів і скептичне ставлення до вірувань і переконань, які жили в навколишньому соціальному середовищі. Цей скептицизм ніколи мене вже не залишав, хоча й утратив свою гостроту згодом, коли я краще розібрався в причинно-наслідкових зв'язках. Мені цілком ясно, що втрачений таким чином релігійний рай молодості був першою спробою звільнитися від кайданів «особистого его», від існування, в якому домінували бажання, надії, примітивні почуття. Там, зовні, був цей великий світ, який існує незалежно від нас, людей, і є величезною вічною загадкою для нас, доступною, проте, принаймні частково, для нашого сприйняття і нашому розуму. Споглядання цього світу манило звільненням, і я скоро переконався, що багато хто з тих, кого я навчився цінувати й поважати, знайшли свою внутрішню свободу і впевненість, віддавшись цілком цьому проводженню часу. Охоплення думкою в рамках доступних нам можливостей цього величного світу, який я уявляв наполовину свідомо, наполовину несвідомо як вищу мету. Ті, хто так думав, чи то мої сучасники, чи люди минулого разом зі зробленими ними висновками, були моїми єдиними незмінними друзями. Дорога до цього раю була не такою зручною і захопливою, як дорога до релігійного раю, але вона виявилася надійною, і я ніколи не шкодував, що вибрав її.— Einstein, Albert (1979). Autobiographical Notes. Chicago: Open Court Publishing Company, pp. 3-5

## Погляди
Ейнштейн використав кілька термінів для опису своїх релігійних поглядів, зокрема «агностик», «релігійний невіруючий» і «пантеїст», який вірить в бога Спінози.

### Персоніфікований Бог і загробне життя
Ейнштейн висловлював скептицизм щодо антропоморфного божества, часто описуючи його «наївним» і «дитячим». Він заявив
Ідею персоніфікованого Бога антропологічної концепції я не можу сприймати всерйоз. Я також відчуваю, що неможливо уявити бажання або мету поза людською сферою. Мої погляди близькі до Спінози: захоплення красою і віра в логічний порядок речей, які ми можемо зрозуміти смиренно і тільки частково. Я вірю, що ми повинні задовольнятися нашими недосконалими знаннями і розумінням, що особисті цінності та моральні зобов'язання — найважливіша з людських проблем.— Hoffmann, Banesh (1972). Albert Einstein Creator and Rebel. New York: New American Library, p. 95.
22 березня 1954 року Ейнштейн отримав листа від італійського іммігранта Джозефа Діспентьєре, який працював машиністом локомотива в Нью-Джерсі. Діспентьєре заявив, що він атеїст, і був розчарований репортажем, який характеризував Ейнштейна релігійним. Ейнштейн відповів 24 березня 1954:
Це, звичайно, брехня, що ви читали про мої релігійні переконання, брехня, яка систематично повторюється. Я не вірю в персоніфікованого Бога і ніколи не заперечував цього, але висловив це чітко. Якщо в мені є щось, що можна назвати релігійним, то це, без сумніву, безоглядне захоплення будовою Всесвіту в тій мірі, якою наука розкриває його.— Dukas, Helen (1981). Albert Einstein the Human Side. Princeton: Princeton University Press, p. 43. Einstein Archives 59-454 and 59-495
В листі до Беатриче Флохліч, 17 грудня 1952 року, Альберт Ейнштейн заявив:
Ідея персоніфікованого Бога абсолютно чужа мені і здається навіть наївною.— Calaprice, Alice (2000). The Expanded Quotable Einstein. Princeton: Princeton University Press, p. 217. Einstein Archives 59-797
Ерік Гуткінд надіслав примірник своєї книги Обери життя: Біблійний заклик до Повстання Ейнштейну 1954 року. Ейнштейн надіслав Гуткінду відповідь, де написав:
Слово «Бог» для мене не більше, ніж висловлення і продукт людських слабкостей, Біблія — звід благородних, але все ж примітивних легенд. Ніяка інтерпретація, навіть найвитонченіша, не зможе для мене це змінити. Ці витончені інтерпретації досить різноманітні за своєю природою і майже не мають нічого спільного з оригінальним текстом.

24 квітня 1929 року, Альберт Ейнштейн телеграфував рабину Герберту С. Голдстейну в Німеччину: «Я вірю в бога Спінози, який проявляє себе в закономірній гармонії буття, але зовсім не в Бога, який клопочеться про долі і справи людей».Він розширив свої переконання в листах, відповідаючи японським ученим. У відповідях описано його уявлення про науку і релігію. Відповіді з'явилися обмеженим тиражем, випущеним з нагоди 50-річного ювілею Ейнштейна:
Наукові дослідження можуть зменшити марновірство, заохочуючи людей думати і дивитися на речі з точки зору причини й наслідку. Безсумнівно, це переконання про раціональність і впорядкованість світу, схоже на релігійне почуття, лежить в основі всіх наукових робіт вищого порядку… Це переконання пов'язане з глибокою вірою у Вищий розум, який показує себе в світі досвіду, являє мою концепцію Бога. У побуті це може бути описано як «пантеїзм» (Спінози).
На питання про загробне життя Ейнштейн заявив баптистському пастору: «Я не вірю в безсмертя людини, і я вважаю мораль виключно людською турботою, а не надлюдським впливом на неї». Це почуття також висвітлено в книзі Ейнштейна «Світ, яким я його бачу», в якій він писав: «Я не можу уявити Бога, який нагороджує і карає свої творіння або має людську природу. Людина, яка має пережити свою фізичну смерть, теж за межею мого розуміння, і я не бачу цього інакше; такі поняття для страху або абсурдного егоїзму слабких душ. Зрештою, для мене досить таємниці вічного життя і натяку на чудову структуру реальності, разом з одностайним поривом зрозуміти частину дрібної причини того, що виявляється в природі».

### Агностицизм, деїзм і атеїзм
Ейнштейн не був атеїстом, пояснюючи це таким коментарем: «Я неодноразово говорив, що, на мій погляд, ідея персоніфікованого Бога виглядає по-дитячому. Ви можете називати мене агностиком, але я також не поділяю духу хрестових походів професійних атеїстів, чий запал викликаний переважно болючим звільненням від кайданів релігійного виховання, отриманого в молодості. Я надаю перевагу смиренню, відповідному слабкості нашого інтелектуального усвідомлення природи й нашого власного буття». Згідно з німецьким істориком принцом Губертом, Ейнштейн казав: «Спостерігаючи ту гармонію в космосі, яку я, з моїм обмеженим людським розумом, можу розгледіти, все ще є люди, які кажуть, що Бога немає. Але що мене дійсно дратує, так це те, що вони ще цитують мене на підтримку своїх поглядів».Ейнштейн раніше дотримувався переконання, що людина не може зрозуміти сутність природи Бога. В інтерв'ю, опублікованому 1930 року в книзі Проблиски Великого Дж. Сильвестра Віерека, Ейнштейн у відповідь на питання, вірив він у Бога чи ні, пояснив:
Ваше питання (про Бога) є найскладнішим у світі. Це не те питання, на яке я можу відповісти просто «так» або «ні». Я не атеїст. Я не знаю, чи можу я схарактеризувати себе як пантеїста. Ця проблема дуже широка для нашого обмеженого розуму. Чи можу я не відповісти притчею? Людський розум, незалежно від того, як добре він навчений, не може зрозуміти Всесвіту. Ми нагадуємо маленьку дитину, що зайшла до величезної бібліотеки, стіни якої забиті книгами різними мовами до стелі. Дитина розуміє, що хтось повинен був написати ці книги. Але вона не знає, хто і як їх написав. Вона не розуміє мов, якими написані книги. Дитина помічає певний порядок цих книг, порядок, якого вона не розуміє, але невиразно уявляє. Це, на мою думку, відбиває ставлення людського розуму, навіть найкращого і найкультурнішого, до Бога. Ми бачимо, що Всесвіт влаштований дивовижно, підпорядковується певним законам, але ми розуміємо ці закони лише невиразно. Наш обмежений розум не здатний осягнути загадкову силу, яка обертає сузір'я. Я зачарований пантеїзмом Спінози. Я ще більше захоплююся його внеском у сучасну думку. Спіноза — найвизначніший зі сучасних філософів, тому що він перший філософ, який ставиться до душі і тіла як до єдиного цілого, а не як до двох різних речей.— Viereck, George Sylvester. Glimpses of the Great. Duckworth, 1930. p. 372—373.
1950 року в листі до М. Берковиця Ейнштейн заявив: «Моя позиція щодо Бога полягає в тому, що я агностик. Я переконаний, що ясній свідомості першорядної важливості моральних принципів поліпшення і облагородження життя не потрібна ідея Законодавця, особливо Законодавеця, який працює на основі винагороди і покарання».
Згідно з біографом Волтером Айзексоном, Ейнштейн був більш схильний очорнювати невіруючих, ніж вірян. Ейнштейн каже в листуванні: «Фанатичні атеїсти, як раби, які все ще відчувають тягар своїх ланцюгів, скинутих після важкої боротьби. Вони істоти, які в своїй образі на традиційний „опіум народу“ не можуть почути музики сфер». Попри те, що він не вірить у персоніфікованого Бога, він зазначив, що «ніколи не буде прагнути до боротьби з такою вірою, тому що така віра, мені здається, краща від відсутності трансцендентного світогляду».
1945 року Гай Ранер мол. написав лист до Ейнштейна, запитавши його, чи правда, що священик-єзуїт зголосився відвернути Ейнштейна від атеїзму. Той відповів: «Я ніколи в своєму житті не спілкувався з єзуїтським священиком, і я вражений сміливістю подібної брехні. З точки зору єзуїтського священика я, звичайно, завжди був і є атеїстом.(…) Це завжди вводить в оману: використання антропологічної концепції в справах, не пов'язаних з людською сферою — дитячі аналогії. Ми повинні захоплюватися чудовою гармонією структури цього світу в покорі, наскільки ми можемо його зрозуміти».

### Детермінізм
Як і Спіноза, Ейнштейн був строгим детерміністом, який вірив, що людська поведінка повністю визначається законами причинності. З цієї причини він відмовився від шансу аспекту квантової теорії, відкидаючи концепцію «Бога, який грає в кості зі Всесвітом». У листах до фізика Макса Борна Ейнштейн описав свою віру в причинно-наслідкові зв'язки:
Ви вірите в Бога, який грає в кості, а я — в повну закономірність і правопорядок у світі, який об'єктивно існує і який я дико умоглядним шляхом намагаюся захопити. Я твердо вірю, але я сподіваюся, що хтось відкриє більш реалістичний шлях або основу, ніж це було б моєю долею його знайти. Навіть великий успіх квантової теорії не змусить мене повірити у фундаментальну гру в кості, хоча я дуже добре знаю, що деякі з наших молодих колег інтерпретують це як наслідок старості.— Adams, John (1995). Risk. London: University College London Press, p. 17.
Акцент Ейнштейна на «вірі» і як це пов'язано з детермінізмом видно в листі зі співчуттями у відповідь на звістку про смерть Анжело Бессо, одного з його старих друзів. Ейнштейн писав родині: «Тепер він пішов з цього дивного світу, трохи раніше за мене. Це нічого не означає. Для нас, віруючих фізиків, різниця між минулим, сьогоденням і майбутнім — лише стійка ілюзія».

### Етика
Ейнштейн був гуманістом і прихильником етичного руху. Він був у складі консультативної ради Першого гуманістичного товариства Нью-Йорка. До 75-ї річниці Нью-Йоркського товариства з етичної культури він заявив, що ідея етичної культури — це втілення його власної концепції про те, що є найціннішим і найміцнішим у релігійному ідеалізмі. Він зазначив: «Без „етичної культури“ немає порятунку для людства». Ейнштейн був співробітником Британської гуманістичної асоціації. Журнал Асоціації був на його столі в останні дні життя[джерело?].Що стосується теорії Заповідей Бога, Ейнштейн заявив:
Я не можу уявити Бога, який нагороджує і карає об'єкти свого творіння, цілі якого створені за аналогією з нашими власними, Бога, який є лише відбиттям людської непостійності. Не можу повірити і в життя після смерті тіла, хоча слабкі душі живлять такі думки через страх або смішний егоїзм.— Seldes, George (1996). The Great Thoughts. New York: Ballantine Books, p. 134.
Ейнштейн також скептично ставився до використання «батога і пряника» персоніфікованим Богом:
Бог, який винагороджує і карає, немислимий для мене з тієї причини, що дії людини визначаються необхідністю, зовнішньою і внутрішньою, тому в очах Бога він не може відповідати більше, ніж неживий предмет може відповідати за те, що він зазнає руху. Науку через це звинуватили в підриві моральності, але звинувачення несправедливе. Етична поведінка людини має ґрунтуватися на співчутті, навчанні, соціальних зв'язках і потребах; для цього не потрібна жодна релігійна основа. Людина дійсно буде погано скерована, якщо буде стримана страхом покарання і надією на нагороду після смерті. Тому легко зрозуміти, чому церкви завжди боролися з наукою і переслідували її прихильників.— Calaprice, Alice (2000). The Expanded Quotable Einstein. Princeton: Princeton University Press, p. 216. Albert Einstein, «Religion and Science» New York Times Magazine (9 Nov. 1930): 3-4.
Про важливість етики і етичної культури він писав:
Найважливішим людським прагненням є прагнення до моральності в наших діях. Наш внутрішній баланс і навіть саме існування залежать від цього. Тільки моральність у наших вчинках може дати красу і гідність життю. Зробити це прагнення живою силою і донести до ясної свідомості — в цьому і полягає, мабуть, головне завдання освіти. Основа моральності не повинна ставитися в залежність від міфу, не повинна бути прив'язана до будь-якої влади. Щоб не сумніватися в істинності міфу або в легітимності влади, що може призвести до загрози основам здорового глузду і дії.— Dukas, Helen (1981). Albert Einstein, The Human Side. Princeton: Princeton University Press, p. 95. Letter to a Brooklyn minister November 20, 1950.
Ейнштейн протягом усього свого життя доводив своїм прикладом і своїми коментарями, що мораль має першорядне значення для всього людства:
Я не вірю, що людина повинна бути стриманою в своїх щоденних діях, побоюючись покарання після смерті, або що вона має робити це тільки через те, що буде винагородженою після смерті. Це нісенітниця. Належним керівництвом протягом життя людини має бути вага, якої вона надає етиці, й увага, яку вона виявляє до інших.— Bucky, Peter (1992). The Private Albert Einstein. Kansas City: Andrews & McMeel, p. 86.
Перевагу етики перед персоніфікованим Богом він наводить неодноразово:
Я не можу уявити персоніфікованого Бога, який безпосередньо впливає на дії людей або ж судить про істот, власноруч створених. Я не можу повірити в це, попри те, що є принцип причинності, поставлений під сумнів сучасною наукою. Моя релігія полягає в почутті смиренного захоплення перед безмежним розумом, виявляючи себе в малому, що ми з нашим слабким і мінливим розумом можемо зрозуміти реальність. Мораль має першорядне значення — для нас, не для Бога.— Dukas, Helen (1981). Albert Einstein, The Human Side. Princeton: Princeton University Press, p. 66.

### Космічна релігія
У своїй книзі 1949 року «Світ, яким я його бачу» він писав: «Знання про існування чогось, у що ми не можемо проникнути, розкривається для нас неймовірно продуманим і напрочуд гарним, при цьому доступне для нашого розуму тільки в своїх елементарних формах. Знання цього й емоції виникають істинно релігійні; і в цьому сенсі я глибоко віруюча людина». Ейнштейн називав свою систему переконань «космічною релігією» і є автором однойменної статті 1954 року. Пізніше цю систему він описав у книзі «Ідеї і думки» 1955 року. Ця система переконань визнала «чудесний лад, який виявляється у всіх явищах природи так добре, як у світі ідей», порядок, який заперечує персоніфікованого Бога, який нагороджує і карає людей на основі їхньої негативної поведінки. Він відхилив конфлікт між наукою і релігією і заявив, що космічна релігія була необхідна для науки. Він говорив Вільяму Германнсу в інтерв'ю, що «Бог — це загадка. Але загадка осяжна. Я нічого не відчуваю, крім трепету, коли спостерігаю закони природи. Немає законів без законодавства, але як виглядає законодавець? Звичайно, він не схожий на Велику людину». Він додав з усмішкою: «кілька століть тому я був би спалений або повішений. Проте, я був би в хорошій компанії».
У статті, опублікованій «Нью-Йорк Таймс» 1930 року, Ейнштейн розрізняв три людських імпульси, які розвивають релігійні переконання: страх, суспільна мораль і космічне релігійне почуття. Примітивне розуміння причинності викликає страх, а страх винаходить надприродних істот, подібних собі. Прагнення до любові і підтримки створює соціальну і моральну необхідність вищої істоти; обидва цих імпульси передбачають антропоморфне поняття Бога. Третій імпульс, який Ейнштейн вважає найбільш зрілим, бере свій початок у глибокому почутті благоговіння і таємничості. Він сказав, що людина відчуває «піднесеність та чудовий порядок, який виявляється в природі… і вона хоче випробувати Всесвіт як ціле всеохопне і значне». Ейнштейн бачив науку, як антагоніста першим двом імпульсам релігійних переконань, але і як партнера для третього імпульсу. Він стверджував, що «хоча сфери релігії і науки самі по собі ясно розмежовані, між ними існує взаємозв'язок і взаємозалежність. <…> Наука може бути створена тільки тими, хто наскрізь просякнутий прагненням істини і розуміння. Але джерело цього почуття бере початок з галузі релігії. Звідти ж — віра в можливість того, що правила цього світу раціональні, тобто осяжні для розуму. Я не можу уявити справжнього вченого без міцної віри в це. Образно ситуацію можна описати так: наука без релігії — кульгава, а релігія без науки — сліпа.». Часто цитують лише останнє речення, тенденційно позбавлене контексту. Ейнштейн продовжував:
|  | Людині релігійно освічений, на мою думку, з її здібностями легше звільнитися від кайданів своїх корисливих бажань і зайнятися думками, почуттями і прагненнями, які для неї є особливо цінними. Мені здається, що важливо, так це сила надособистісного сенсу... незалежно від будь-яких спроб об'єднати цей сенс із божественною істотою. В іншому випадку неможливо було б вважати Будду і Спінозу релігійними діячами. Відповідно, релігійна людина набожна в тому сенсі, що вона не сумнівається у важливості цих суперособистих речей і цілей, які не вимагають раціонального пояснення і обґрунтування. У цьому сенсі релігія є одвічною спробою людства чітко і сповна усвідомити ці цінності й цілі і постійно зміцнювати і розширювати свій вплив. Якщо розуміти релігію і науку відповідно до цих визначень, то конфлікт між ними можливий. Для науки можлива тільки констатація, що є, але не те, що повинно бути… |

Принцип причинності є фундаментальним етичним переконанням Ейнштейна. На думку Ейнштейна, «доктрину особистої участі Бога в природних явищах наука ніколи не спростує в прямому сенсі», релігії завжди можуть сховатися в галузях, які наука поки не може пояснити. Ейнштейн був переконаний, що «в боротьбі за моральне благо вчителі релігії повинні мати мужність відмовитися від доктрини персоніфікованого Бога, тобто відмовитися від джерела страху і надії» та культивувати «Добро, Правда й Краса і є людство».

## Іудаїзм
У листі до Еріка Гуткінда, датованого 3 березня 1954 року, Ейнштейн писав у Німеччину:
|  | Для мене юдаїзм, як і всі інші релігії, - це втілення найпримітивніших забобонів. А єврейський народ, до яких я щасливий належати, з менталітетом якого я відчуваю глибоку спорідненість, не має для мене якихось інших якостей, що відрізняють його від усіх інших народів. Судячи з мого досвіду, євреї не кращі від інших груп людей, хоча від гірших ракових пухлин їх захищає відсутність влади. В іншому я не можу розгледіти нічого, що свідчило б про їх «вибраність». |

В інтерв'ю, опублікованому в журналі Time Дж. Сильвестром Вієреком, Ейнштейн говорив про свої почуття до християнства. Народившись у Німеччині, 1884 року Джордж Вієрек підтримував німецький націоналізм, але не був антисемітом. За німецьку пропаганду 1942 року його ув'язнено в США. Як і Ейнштейн, Вієрек був пацифістом; за антивоєнні статті його звинуватили в державній зраді і виключили з лав Американської ліги авторів. Під час інтерв'ю Вієрек повідомив Ейнштейну, що сам не був євреєм, але заявив, що має «менталітет єврея», що дало можливість Ейнштейну поспілкуватися «без перешкод». Вієрек почав із питання до Ейнштейна, ким він себе вважає, німцем чи євреєм, на що Ейнштейн відповів: «Можливо, і німцем і євреєм». В ході інтерв'ю Вієрек запитав Ейнштейна, чи повинні євреї намагатися асимілюватися, на що Ейнштейн відповів: «ми, євреї, охоче жертвували своїм менталітетом, щоб стати відповідними». Ейнштейну поставили питання, наскільки на нього вплинуло християнство. Ейнштейн відповів:
|  | Коли я був дитиною, я вивчав Біблію і Талмуд. Я єврей, але мене заворожує яскрава особистість Назарянина. |

Тоді Ейнштейна запитали, чи приймає він історичний факт існування Ісуса Христа, на що він відповів:
|  | Безперечно! Ніхто не може читати Євангеліє, і не відчути реального існування Ісуса. Його особистість дихає в кожному слові. Ніякий міф не володіє таким життям». |

Він підкреслив, проте, в бесіді з Вільямом Херманнсом, що:
|  | Я серйозно сумніваюся, що Ісус сказав, що він Бог, тому що він був глибоким євреєм, щоб порушувати серйозну заповідь: Почуй, Ізраїлю! Господь - Бог наш, Господь - один!, а не не двоє чи троє. |

Ейнштейн нарікав:
|  | Іноді я думаю, було б краще, якби Ісус ніколи не жив. Нічиє ім'я так не вживалося заради влади. |

Проте, він також висловив переконання, що «якщо очистити іудаїзм від пророків Старого Завіту і Нового Заповіту, як Ісус Христос проповідував без усяких подальших доповнень, особливо священиків, залишається вчення, здатне зцілити всі соціальні біди людства».

## Християнство
Як тільки єврейську школу в Мюнхені закрили 1872 року через брак школярів, Ейнштейн, зважаючи на відсутність альтернативи, вступив до католицької школи початкових класів. Він також отримав юдейську релігійну освіту вдома, але не побачив різниці між двома релігіями і сприймав «ідентичність усіх релігій». Ейнштейн був однаково вражений історіями Танаха і Страстей Христових. Згідно з біографом Волтером Ісааксоном, Ейнштейну сподобалися катехизаторські католицькі курси, які він проходив у школі. Вчителі в цій школі були ліберальними і взагалі не зважали на відмінності між релігіями, які сповідували їхні школярі, хоча деякі мали вроджений, але помірний антисемітизм. Пізніше Ейнштейн згадував інцидент за участі вчителя, який йому був симпатичний, «Одного разу вчитель приніс цвях на урок і розповів учням, що такими цвяхами Христос був прибитий до Хреста юдеями» і що «серед дітей у католицькій школі були поширені антисемітські настрої… фізичні напади й образи по дорозі додому зі школи були частими, але не занадто жорстокими». Ейнштейн зазначав, що «так було в католицькій школі; наскільки сильніше проявлялися антисемітські настрої в школах Пруссії, можна лише здогадуватися». Пізніше він згадував, що «релігія батьків, з якою я мав справу під час релігійного навчання в Мюнхені і в синагозі, швидше відштовхувала, ніж приваблювала мене».

1940 року журнал Time цитував Ейнштейна, який хвалив католицьку церкву за її роль у боротьбі проти нацизму:
|  | Тільки церква була категорично проти пропаганди Гітлера. Я ніколи не мав особливого інтересу до церкви, але тепер я відчуваю велику прихильність та захоплення, тому що церква наодинці мала мужність і завзятість вистояти на розумній істині і моральній волі. Я змушений визнати, що те, що я одного разу зневажав, тепер я беззастережно хвалю. |

Відтоді цей вислів неодноразово цитують прихильники Папи Пія ХІІ. Дослідженням цієї цитати зайнялися математики Вільям Ч. Вотергаус і Барбара Вольфф, які знайшли в Єрусалимському інституті, в архівах Ейнштейна, неопублікований лист 1947 року, в якому й було згадано заяву про церкву. У листі до Коунт Монджелас, Ейнштейн пояснив, що цей, спочатку несуттєвий, коментар дано журналісту на підтримку «декількох духовних осіб», які виступали за індивідуальні права та інтелектуальну свободу в період початку правління Гітлера, і, згідно з Ейнштейном, його коментар вкрай перебільшено.
2008 року в телепередачі «Антикварна подорож» експерт із рукописів Кетрін Вільямсон запевнила справжність листа Ейнштейна, в якому він підтвердив, що «коментар, даний журналісту, відповідає дійсності», розміщений в журналі «Тайм», «однак я зробив його в перші роки режиму нацизму — значно раніше, ніж 1940 року, і мої висловлення були трохи помірнішими».
11 листопада 1950 року єпископ Бруклінський Корнеліус Гринвей написав листа до Ейнштейна, в якому також цитував його передбачуваний коментар про церкву. Ейнштейн відповів:
|  | Я однак, трохи збентежений. Формулювання коментаря, яке Ви навели, не є моїм. Незабаром після приходу до влади Гітлера я мав усну розмову з журналістом газети з цих питань. Відтоді мої коментарі змінено й перебільшено до невпізнання. Я не можу з чистою совістю підтвердити, що висловлювання, надіслане мені Вами, є моїм. Справа в тому, що я, як і Ви, переважно критично ставлюся до політичної сфери діяльності в історії вищого духовенства. Таким чином, моя попередня заява, навіть якщо звести її до слів, сказаних мною (які я не пам'ятаю в деталях), дає хибне уявлення про моє загальне ставлення. |

Католицький кардинал Вільям Генрі О'Коннелл казав про відсутність у Ейнштейна віри: «Результатом цього сумніву і спекуляцій про час і простір є маска, під якою ховається жахливий привид атеїзму». Якийсь рабин з Бронксу критикував обох, кардинала і Ейнштейна, за роздуми, що перебувають поза їхньою компетенцією: «Ейнштейн зробив би краще, якби він не заявляв про свою невіру в Бога, який турбується про долю й дії окремих людей. Обидва висловилися з питань поза їх компетенцією».
Католицький священник і телеведучий Фултон Шин, який захоплювався інтелектом Ейнштейна, навіть називав його «одним з найрозумніших людей сучасного світу» — схарактеризував статтю Ейнштейна в «Нью-Йорк Таймс» як «найчистішу дурницю й нісенітницю».
Ейнштейн деякий час зустрічався й співпрацював з бельгійським священником і вченим Жоржем Леметром, науковим співробітником Університету Левена. Отець Леметр відомий як перший автор теорії Великого вибуху в походженні космосу і піонер у застосуванні загальної теорії відносності, що належить Ейнштейну, в космології. Ейнштейн запропонував Леметра 1934 року на премію Франкі, яку той отримав від бельгійського короля.

### Бесіди з Вільямом Германнсом
Листування з Германнсом тривало 34 роки. У листах Ейнштейн робив різні заяви про християнські церкви загалом і про католицьку зокрема. Ейнштейн негативно ставився до політичної співпраці католицької церкви з Німеччиною:
Коли Ви дізнаєтеся про історію католицької церкви, Ви не станете вірити Партії Центру. Чи не Гітлер обіцяв розбити більшовиків у Росії? Церква благословляла цих католицьких солдатів марширувати разом з нацистами (березень 1930)— Hermanns, William (1983). p. 32.
Я прогнозую, що Ватикан підтримуватиме Гітлера, якщо той візьме владу. Церква з часів Константина завжди виступала за авторитарну державу, доти, поки держава дозволяє церкві хрестити і вчити маси (березень 1930)— Hermanns, William (1983). pp. 32-33.
У листуванні з Германнсом він не захищає євреїв у їхніх історичних помилках, але наводить вагомі контраргументи, звинувачуючи Церкву в переслідуванні євреїв:
Часто в історії євреї були призвідниками справедливості і реформ, як в Іспанії, Німеччині та Росії. Але вони робили свою роботу не раніше, ніж їхні «друзі», часто благословенні церквою, плювали їм в обличчя (серпень 1943)— Hermanns, William (1983). p. 46.
У відповідях Германнсу Ейнштейн болісно зносив мовчання церкви щодо дій нацистської Німеччини:
Але що мене змушує здригатися, це те, що католицька церква мовчить. І не потрібно бути пророком, щоб сказати: «Католицька церква заплатить за це мовчання… Я не кажу, що жахливі злочини церкви за 2000 років завжди мали благословення Ватикану, але вона прищеплювала вірянам ідею: З нами істинний Бог, а юдеї розіп'яли його». Церква сіяла ненависть замість любові, попри заповідь: «Не убий!» (Серпень 1943)— Hermanns, William (1983). p. 63.
У наступному листі він пише:
За деяким винятком, римо-католицька церква підкреслювала значення канонів і обрядів, передаючи ідею, що їх дотримання — єдиний спосіб потрапити на небеса. Мені не потрібно йти до церкви, щоб почути, добре я зробив чи погано; моє серце каже мені про це. (серпень 1943)— Hermanns, William (1983). p. 65.
Ейнштейн акцентував на тисячолітній історії нелюдського поводження католицької церкви:
|  | Я не хотів би прищіплювати молоді вчення церкви про персоніфікованого Бога, тому що ця Церква так нелюдяно поводиться останні 2000 років... Оцініть ненависть Церкви, яка проявлялася щодо євреїв і потім стосовно мусульман, хрестові походи зі своїми злочинами, спалення на стовпах, безмовне схвалення дій Гітлера, тоді як поляки і євреї рили собі могили і гинули в різанині. А Гітлер, як кажуть, був вівтарним хлопчиком! (Серпень 1943). |

Не шкодуючи характеристик, Ейнштейн у серпні 1943 року нещадно критикував майбутнього Папу Пія XII, порівнюючи Гітлера з Сатаною:
|  | «Так», категорично повторював Ейнштейн, «це справді людина, що довів кардинал Пацеллі, який уклав Конкордат з Гітлером. Відколи можна укладати договір з Христом і Сатаною одночасно?» (серпень 1943) . «Церква завжди продавала себе тим, хто при владі і погоджувалася на будь-яку угоду в обмін на імунітет» (серпень 1943). |

Незгода Ейнштейна з християнськими церквами й засудження їхніх дій поширювалося не тільки на католицтво, так, він наводить приклади і в православ'ї:
|  | Якби я міг дати пораду церквам, я б запропонував їм почати з перетворення самих себе і зупинити силову політику. І нехай розглянуть масу страждань, які вони принесли в Іспанії, Південній Америці і Росії (вересень 1948). |

У відповідь на питання католика «Хіба ви не стверджували, що Церква була єдиним супротивником комунізму?» Ейнштейн відповів:
|  | Мені не потрібно підкреслювати, що Церква принаймні нарешті стала противником націонал-соціалізму. Секретар Ейнштейна Хелен Дукас додала: «Доктор Ейнштейн мав на увазі не тільки католицьку церкву, але й церкву загалом». |

Коли новонавернений католик зазначив, що нацисти отруїли газом членів його родини, Ейнштейн відповів, що «також відчував себе винуватим», додавши, що «вся церква починаючи з Ватикану, повинна відчувати провину» (вересень 1948).
На одній із зустрічей з журналістами знову було піднято питання християнської Церкви, на що Ейнштейн відповів, що не може і не буде доводити відсутність персоніфікованого Бога:
|  | Щодо Бога, я не можу прийняти будь-якої концепції, яка ґрунтується на авторитеті Церкви... доти, поки маю пам'ять. Я обурююся ідеологією масового навіювання. Я не можу вам довести, що немає персоніфікованого Бога, але якби я говорив про нього, я був би брехуном. Я не вірю в теологічного Бога, який нагороджує за добро і карає за зло. Його Всесвіт не керується за принципом втілення бажань, але керується непорушними законами (1954). |

 
Вільям Міллер, який був присутній на цій зустрічі, описав Ейнштейна як «живого святого», який говорив «з ангельською відстороненістю».

## Міфи про релігійні погляди
Протягом усього життя вченого і після його смерті не припиняються спроби приписати Альберту Ейнштейну прихильність і визнання різних релігій. Такі спроби робила католицька церква, але сам Ейнштейн спростував подібні маніпуляції. Що стосується ісламу і буддизму — міфи продовжують множитися.

### Іслам
У березні 2014 року, у рік 135-річчя вченого, низка ізраїльських і мусульманських ЗМІ повідомили сенсаційну новину. Так, впливовий іранський богослов, голова Ради експертів аятола Мухаммад-Реза Махдаві Кані заявив, що має в своєму розпорядженні свідчення приналежності Ейнштейна до шиїтської гілки ісламу. І продовжив, що Ейнштейн вів конфіденційне листування з великим аятолою Буруджерді. Велося це листування за допомоги перекладачів шаха Ірану і мало таємний характер. У листуванні Ейнштейн пише, що ніде, в жодній іншій традиції або релігії не існує подібних переказів і хадисів, повних розуму і мудрості. Він каже, що перекази і тексти від ватажків шиїзму передбачили його теорію відносності за багато століть до її виникнення. Також Махдаві Кані стверджує (але не наводить доказів та джерел), що Ейнштейн писав у своїх роботах таке:
|  | Почувши про вознесіння пророка Мухаммеда на небеса, зрозумів, що раз після його повернення двері ще тремтіли, то подорож відбулася зі швидкістю, вищою від швидкості світла. |

За словами Махдаві Кані саме це й стало передумовою відкриття теорії відносності.
Варто відзначити, що сам Мухаммад-Реза Махдаві Кані помер 21 жовтня 2014 року і новин про подальші пошуки доказів таємного листування Ейнштейна з аятолою Буруджерді не було.

### Буддизм
Сучасники і послідовники буддизму періодично в ЗМІ та на просторах інтернету намагаються приписати Ейнштейну висловлювання, в яких він заявляв про те, що буддизм — це релігія майбутнього. Одна з цитат, яку приписують Ейнштейну:
|  | Релігія майбутнього буде космічною релігією. Вона повинна буде подолати уявлення про Бога як особистість, а також уникнути догм і теології. Охоплюючи і природу, і дух, вона буде ґрунтуватися на релігійному почутті, що виникає з переживання осмисленої єдності всіх речей - і природних, і духовних. Такому опису відповідає буддизм. Якщо і є релігія, яка зможе задовольняти сучасним науковим потребам, - це буддизм. |

Підтвердження, що це висловлювання належить Ейнштейну, ніхто не наводить. У жодній біографії Ейнштейна цих слів немає, в опублікованих його працях і листах вони також відсутні. Схоже за змістом міркування є в спогадах Елен Дюкас (секретаря Ейнштейна), однак там ці слова не приписані самому Ейнштейну.